# Вальс на прощание
«Вальс на прощание» (чеш. Valčík na rozloučenou) — роман Милана Кундеры, написанный на чешском языке и опубликованный в 1972 году (французское издание в 1976).
Роман повествует о любви, ненависти и отношениях между восемью персонажами, которые встречаются в маленьком курортном городке в Чехословакии в начале 1970-х.
Мир в его [Кундеры] произведениях вращается, как правило, вокруг мужчины и женщины, познающих друг друга и никак не умеющих познать до конца. И в этом романе с первых же страниц читателя погружают в те самые, вечные конфликты. Вроде бы сюжет незамысловат: обычные последствия мимолетной связи заезжего столичного музыканта с медсестрой из курортного городка — внезапная беременность, нежелание огласки, предложение сделать аборт и т.п. Казалось бы, обо всем этом читано-перечитано, но далее начинают обнаруживаться ходы, уводящие вбок, в сторону, так что история обогащается вариациями, которые временами сами претендуют на статус темы..

## Персонажи

### Ружена
Молодая и красивая медсестра, которая забеременела от Франтишека или Климы.

### Франтишек
Юноша с мотоциклом; верит в то, что Ружена его любит и что именно он является отцом ребенка. Он хочет жениться на ней, несмотря на то, что знает о её встречах с Климой.

### Клима
Трубач из большого оркестра; донжуан, который однажды провел ночь с Руженой и забыл об этом до тех пор, пока она не сообщила ему о беременности.

### Камила
В прошлом известная певица; пришлось бросить карьеру из-за проблем со здоровьем. Она очень ревнива и постоянно подозревает в изменах своего мужа Клима.

### Шкрета
Гинеколог курортного городка; хочет, чтобы Бертлеф его усыновил: тогда он сможет стать американским гражданином. У него есть оригинальный метод помощи парам, которые не могут иметь детей: при подозрении, что мужчина бесплоден, он использует инъекции собственной спермы.

### Бертлеф
Богатый американец с плохим здоровьем, который проводит большую часть времени в курортном городке. Благодаря Шкрете он и его жена смогли иметь ребенка (предполагается, что это был случай «лечения» спермой Шкреты).

### Якуб
Бывший политический заключенный, получивший разрешение покинуть Чехословакию. Он приезжает повидать своего друга Шкрету, который однажды дал ему таблетку яда для того, чтобы у него всегда была возможность покончить с жизнью.

### Ольга
«Подопечная» Якуба, Ольга — дочь человека, который однажды предал Якуба. Она верит (со слов Якуба) в то, что её отец был его лучшим другом.